# ابن النحاس الدمشقي الدمياطي
أبو زكريا محيي الدين الدمشقي ثم الدمياطي ، المعروف بابن النحاس مجاهد، من فقهاء الشافعية.

## حياته
ولد في دمشق، ورحل أيام تيمورلنك، إلى مصر، فسكن المنزلة ولازم المرابطة والجهاد بثغر دمياط وقتل شهيدا في معركة مع الفرنج، مقبلا غير مدبر (كما يقول ابن حجر) بقرب (الطينة) شرقي بحيرة المنزلة، ودفن بدمياط. سنة 814 هـ .

## كتبه
من أشهر مؤلفاته
- كتاب مشارع الأشواق إلي مصارع العشاق ومثير الغرام إلى دار السلام في فضائل الجهاد وتفنيد حجج القاعدين ، ألفه في مجلد كبير ضخم.
- كتاب تنبيه الغافلين عن أعمال الجاهلين وتحذير السالكين من أفعال الهالكين ، في معرفة الكبائر والصغائر والمناهي والمنكرات والبدع.
- كتاب بيان المغنم في الورد الأعظم.

## قالوا عنه
| ابن النحاس الدمشقي الدمياطي | أحمد بن إبراهيم بن محمد محيي الدين الدمشقي ثم الدمياطي الحنفي ثم الشافعي المجاهد ويعرف بابن النحاس. انجفل في التنة اللنكية من دمشق إلى المنزلة فأكرمه أهلها ثم تحول إلى دمياط فاتوطنها وكان يعرف الفرائض والحساب أتم معرفة بحيث كان يصرح باقتداره على إخراج طرف الحساب بالهندسة وصنف فيه مع المعرفة الجيدة بالفقه والمشاركة في غيره من الفنون ولكنه كان يقول أنه اشتغل في النحو فلم يفتح عليه فيه بشيء وهو صاحب مشارع الأسواق إلى مصارع العشاق ومثير الغرام إلى دار السلام في مجلد كبير ضخم حافل في معناه انتفع به الناس وتنافسوا في تحصيله وقرضه الولي العراقي وقد اختصره مؤلفه أيضاً وله كتاب تنبيه الغافلين في معرفة الكبائر والصغائر والمناهي والمنكرات والبدع وكتاب بيان المغنم في الورد الأعظم وغير ذلك اختصار الروضة لكنه لم يكمل وكان حريصاً على أفعال الخير مؤثراً للخمول لا يتكبر بمعارفه بل ربما يتوهمه من لم يعرفه عامياً مع الشكالة الحسنة واللحية الجميلة والقصر مع اعتدال الجسد، أكثر المرابطة والجهاد حتى قتل شهيداً بالقرب من الطية بأيدي الفرنج بأيدي الفرنج مع رفيقين له بعد أن قتلوا من الكفار جماعة في ثالث عشر جمادى الآخرة سنة أربع عشرة فلف الثلاثة في أكياب وحملوا إلى دمياط فدفنوا بها في أكيابهم بالقرب من الشيخ فتح بمكان واحد لكن جعل بينهم حواجز من خشب واجتمع عند دفنهم من لا يحصي كثرة، وممن أخذ عنه ممن لقيته الشمس محمد بن الفقيه حسن البدراني وهو المفيد لترجمته وروى عنه كتابه في الجهاد رحمهما الله ونفعنا بهما، وقد ذكره شيخنا في حوادث سنة أربع عشرة من أنبائه وقال أنه كان ملازماً للجهاد بثغر دمياط وفيه فضيلة تامة وجمع كتاباً حافلاً في أحوال الجهاد وأنه قتل في المعركة مقبلاً غير مدبر رحمه الله وإيانا. | ابن النحاس الدمشقي الدمياطي |

| ابن النحاس الدمشقي الدمياطي | وكان ملازماً للجهاد بثغر دمياط ، وفيه فضيلة تامة ، وجمع كتاباً حافلاً في أحوال الجهاد ، فقتل في المعركة مقبلاً غير مدبراً | ابن النحاس الدمشقي الدمياطي |

| ابن النحاس الدمشقي الدمياطي | أحمد بن إبراهيم بن محمد الدمشقي الدمياطي، فقيه وداعية إصلاحي توفي 814 هـ | ابن النحاس الدمشقي الدمياطي |

## من أقواله
| ابن النحاس الدمشقي الدمياطي | ويختار الكلام مع السلطان في الخلوة على الكلام معه على رؤوس الأشهاد ، بل يود لو كلمه سراً ونصحه خفية ، من غير ثالث لهما. | ابن النحاس الدمشقي الدمياطي |